# Dorzhpalamyn Narmandaj
Dorzhpalamyn Narmandaj –en mongol, Доржпаламын Нармандах– (Darjan, 18 de diciembre de 1975) es un deportista mongol que compitió en judo.
Participó en dos Juegos Olímpicos de Verano en los años 1996 y 2000, obteniendo una medalla de bronce en la edición de Atlanta 1996 en la categoría de –60 kg. Ganó cuatro medallas en el Campeonato Asiático de Judo entre los años 1993 y 2001.

## Palmarés internacional
| Juegos Olímpicos    | Juegos Olímpicos             | Juegos Olímpicos  | Juegos Olímpicos |
| Año                 | Lugar                        | Medalla           | Categoría        |
| ------------------- | ---------------------------- | ----------------- | ---------------- |
| 1996                | Atlanta (Estados Unidos)     | Medalla de bronce | –60 kg           |
| Campeonato Asiático |                              |                   |                  |
| Año                 | Lugar                        | Medalla           | Categoría        |
| 1993                | Macao (Portugal)             | Medalla de bronce | –60 kg           |
| 1996                | Ciudad Ho Chi Minh (Vietnam) | Medalla de oro    | –60 kg           |
| 2000                | Osaka (Japón)                | Medalla de bronce | –60 kg           |
| 2001                | Ulán Bator (Mongolia)        | Medalla de bronce | –60 kg           |